# Rogatismo
Il rogatismo fu un movimento religioso del cristianesimo primitivo, sorto nel IV secolo nell'Africa romana, che si separò dal donatismo per l'uso che questo faceva della violenza. Gran parte di ciò che è noto sui rogatisti deriva dagli scritti di Agostino d'Ippona.
Rogato, vescovo donatista di Cartenna, nella Mauretania Caesariensis, diede origine a questa nuova corrente modificando le idee donatiste, per una forma meno estrema e più pacifista. I suoi seguaci furono denominati «rogatisti». Tra i principali discepoli di Rogato ci fu Vincenzo, suo successore sulla cattedra di Cartenna.

## Storia
Lo scisma nella Chiesa donatista sorse nel 360 sull'uso della violenza nella Chiesa, con i rogatisti che sostenevano che «Nessuno deve essere costretto a seguire la giustizia».
Agostino controbatté dicendo che anche lui l'aveva pensata così, ma si era convinto della necessità della costrizione a causa del successo delle leggi imperiali, e che Vincenzo avrebbe usato la forza se avesse avuto il potere di farlo. Agostino cercò di dimostrare con le Scritture che l'uso della forza poteva essere dimostrato. Agostino scrisse che «si usa loro [i donatisti] una grande misericordia quando, anche per mezzo delle leggi imperiali, vengono strappati, dapprima loro malgrado, dalla setta nella quale appresero tali eccessi...», sostenendo una linea già nota secondo cui la coercizione era vantaggiosa per chi la riceveva.
In seguito Agostino scrisse L'anima e la sua origine, per rispondere agli insegnamenti di Vittore, un rogatista discepolo di Vincenzo, che in suo onore aveva assunto il nome di Vincenzo Vittore.
Nel 407 il vescovo Vincenzo aveva scritto ad Agostino invitandolo a non perseguitare le comunità rogatiste. Agostino rispose:
(Agostino, Lettera 93, 3.11, www.augustinus.it)
Menzionò anche che i rogatisti avevano richiesto un'azione giudiziaria per la restituzione delle loro chiese sequestrate dai donatisti, a cui Vincenzo rispose che stavano solo cercando di farsi restituire i loro beni e non di accusare qualcuno per costringerlo a convertirsi.
I loro principi fondamentali di fede erano:
- l'impegno al pacifismo assoluto;
- l'impegno alla purezza sacramentale e personale.[10]